# Vásárosnamény
Vásárosnamény é uma cidade da Hungria, situada no condado de Szabolcs-Szatmár-Bereg. Tem 65,66 km² de área e sua população em 2019 foi estimada em 8.618 habitantes.